# Mrówkowodzik peruwiański
Mrówkowodzik peruwiański (Cercomacra manu) – gatunek małego ptaka z rodziny chronkowatych (Thamnophilidae). Występuje na terenie subtropikalnych i tropikalnych wilgotnych lasów w Boliwii, Brazylii i Peru poniżej 1200 m n.p.m.
TaksonomiaGatunek ten po raz pierwszy opisali John W. Fitzpatrick & David E. Willard w 1990 roku, nadając mu nazwę Cercomacra manu. Nazwa ta jest obecnie akceptowana przez Międzynarodowy Komitet Ornitologiczny. Epitet gatunkowy upamiętnia peruwiański Park Narodowy Manú, na którego terenie ptaki te występują. Holotypem była dorosła samica odłowiona przez Fitzpatricka 17 sierpnia 1980 roku na lewym brzegu rzeki Alto Rio Madre de Dias, w Regionie Madre de Dios w Peru. Autorom pierwszego opisu udało się schwytać w sieci ornitologiczne osobniki tego gatunku już w 1975 roku, jednak uznali je wówczas za mrówkowodziki żałobne (C. nigricans), które są bardzo podobne. Mrówkowodzik peruwiański to gatunek monotypowy (nie wyróżnia się podgatunków).
StatusMiędzynarodowa Unia Ochrony Przyrody (IUCN) uznaje mrówkowodzika peruwiańskiego za gatunek najmniejszej troski (LC – least concern). Liczebność populacji nie została oszacowana, ale ptak ten opisywany jest jako rzadki i rozmieszczony plamowo. Trend liczebności populacji uznawany jest za spadkowy ze względu na wylesianie Amazonii.